# Canal 6 (Guadalajara)
Canal 6 es un canal de televisión operado por la cadena Multimedios Televisión para la Zona Metropolitana De Guadalajara, el cual transmite contenido local, programación del Canal 6 (México) y contenido de Discovery Channel.
El canal inicio transmisiones el día 14 de febrero de 2019 bajo las siglas XHTDJAL-TDT 

## Multimedios Televisión
Multimedios Televisión o Canal 6 es un canal el cual lleva más de 5 décadas de transmisiones, originalmente sus transmisiones eran en Monterrey, Saltillo, Linares, Montemorelos, Sabinas, Torreón, León, Guanajuato e Irapuato, pero a lo largo fueron implementando la transmisión a través de Empresas de Cable o en el Sitio Web.

## Inicio De Transmisiones
Tras ser entregada la licitación del IFT y de la SCT a Multimedios Televisión para la transmisión de la señal del Canal 6 (México) se anuncia que el canal va a entrar con las Siglas XHTDJAL-TDT y va a ser operado por la empresa Televisión Digital, S.A. de C.V. una filial de Grupo Multimedios. Se inician pruebas en Guadalajara, Jalisco el 5 de febrero de 2019, solamente transmitiendo cortinillas de Multimedios Televisión.
Es hasta el 14 de febrero que se inicia la transmisión con el programa Acabatelo Conducido por Mario Bezares haciendo alusión de que ya iba a estar el Canal en Guadalajara

## Programación En Guadalajara
Tras ser canal local del Canal 6 se emite contenido Local y Nacional.

### Local
- Telediario Guadalajara Matutino.
- Telediario Guadalajara Vespertino.
- Telediario Guadalajara Nocturno.
- Cambios con Leonardo Schwebel.

### Nacional
- Telediario Fin De Semana CDMX (Matutino).
- Telediario Express.
- Vivalavi CDMX.
- Cantadisimo.
- La Bola Del 6.
- El Chismorreo.
- La Jerga Deportiva .
- El Chismorreo.
- Inaudito.
- C4 En Alerta.
- Las Rapiditas.
- Milenio Noticias con Alejandro Domínguez
- Es Show.
- Es Show El Musical.
- Mitad Y Mitad
- Aficionados.
- Hey Familia.
- Buenas Noches Don Fematt.
- Menos Serio Que SNSerio.
- Amazon Music News
- Fuera De Control.
- Lucha Libre AAA.
- Programa Raiders.
- Orbital.
- Paketemociones.
- Tercer Milenio Con Jaime Maussan.
- MD Express.

## Frecuencias
| Frecuencia Canal 6 Guadalajara |                    |               |               |                                                              |                  |                    |                        |
| Indicativo De Señal            | Nombre             | Canal Digital | Canal Virtual | Concesionario                                                | Calidad De Video | Taza De Frecuencia | Estandar De Compresión |
| XHTDJA1                        | Canal 6            | 34            | 6.1           | Televisión Digital, S.A. de C.V. Multimedios Televisión      | HD               | 10                 | MPEG-2                 |
| XHTDJA2                        | Milenio Televisión | 34            | 6.2           | Televisión Digital, S.A. de C.V. Multimedios Televisión      | SD               | 2.2                | MPEG-4                 |
| XHTDJA3                        | CGTN En Español    | 34            | 6.3           | Televisión Digital, S.A. de C.V. Televisión Central de China | SD               | 2.2                | MPEG-4                 |
| XHTDJA4                        | Popcorn Central    | 34            | 6.4           | Televisión Digital, S.A. de C.V. Olympusat                   | SD               | 2.2                | MPEG-4                 |